# Nerrhenoidea
De Nerrhenoidea zijn een superfamilie van uitgestorven weekdieren uit de klasse van de Gastropoda (slakken).

## Familie
- Nerrhenidae Bandel & Heidelberger, 2001 †